# المريجة (جرسيف)
لمريجة قرية وجماعة قروية مغربية أمازيغية شمال المملكة، تنتمي إلى إقليم جرسيف، شرقي مدينة فاس، تضم جماعة لمريجة 13.813 نسمة (إحصاء 2004).

## دواوير الجماعة
- لمطاهرة
- ارشيدة
- بني خلفتن
- أهل الواد
- أهل آدمر
- تافراطا
- بني غمراسن
- الكطارة
- بويعقوبات
- ولاد احميد